# Bangu AC
Bangu Atlético Clube – brazylijski klub piłkarski z siedzibą w mieście Rio de Janeiro, stolicy stanu Rio de Janeiro.

## Osiągnięcia
- Mistrz stanu (Campeonato Carioca): 1933, 1966
- Wicemistrz Brazylii (Campeonato Brasileiro Série A): 1985
- Udział w Copa Libertadores: 1986

## Historia
Nazwa klubu pochodzi od fabryki Fábrica Bangu, znajdującej się w dzielnicy Rio de Janeiro, która także nazywała się Bangu. Niektórzy pracujący w fabryce Anglicy, szczególnie Thomas Donohoe, zajmowali się popularyzowaniem gry w piłkę nożną wśród pracowników fabryki. W grudniu 1903 roku Andrew Procter, gdy zorientował się, z jakim entuzjazmem jego współpracownicy odnoszą się do futbolu, zaproponował utworzenie klubu piłkarskiego. W efekcie 17 kwietnia 1904 roku powstał klub piłkarski Bangu Atlético Clube. W roku 1933 Bangu wygrał swoje pierwsze mistrzostwo stanu (Campeonato Carioca). Na drugie mistrzostwo stanu trzeba było czekać aż 33 lata (zdobyte w 1966 roku). W 1985 roku Bangu osiągnął największy w historii sukces - wicemistrzostwo Brazylii, które dało klubowi możliwość zadebiutowania w Copa Libertadores w 1986 roku.

### Trenerzy w historii klubu
- Aymoré Moreira

### Najlepsi strzelcy w historii klubu
1. Ladislau da Guia - 215 bramek
2. Moacir Bueno - 162 bramki
3. Nívio - 130 bramek
4. Menezes - 119 bramek
5. Zizinho - 115 bramek
6. Paulo Borges - 105 bramek
7. Arturzinho - 93 bramki
8. Marinho - 83 bramki
9. Luís Carlos - 81 bramek
10. Décio Esteves e Luisão - 71 bramek

### Piłkarze, którzy rozegrali najwięcej meczów w barwach klubu Bangu
1. Ubirajara Gonçalves Motta - 280 meczów
2. Ladislau Antônio José da Guia - 256 meczów
3. Zózimo Alves Calazães - 256 meczów
4. Serjão - 249 meczów
5. Nilton dos Santos - 232 meczów
6. Moacir Bueno - 231 meczów
7. Décio Esteves - 221 mathes
8. Gilmar - 221 meczów
9. Luisão - 220 meczów
10. Luiz Antônio da Guia - 216 meczów